# Nota (Kei Besar)
Nota ist eine der indonesischen Kei-Inseln.

## Geographie
Nota liegt in einer Bucht an der Westküste von Kei Besar, der östlichen Hauptinsel des Archipels. Südlich befindet sich in der Bucht noch die Insel Wat, nördlich die Insel Karod. Westlich, am Eingang der Bucht liegt die Insel Nuhuyanan. Nota gehört zum Distrikt (Kecamatan) Kei Besar des Regierungsbezirks (Kabupaten) der Südostmolukken (Maluku Tenggara). Dieser gehört zur indonesischen Provinz Maluku.